# Irthlingborough
Irthlingborough is een civil parish in het bestuurlijke gebied East Northamptonshire, in het Engelse graafschap Northamptonshire met 8535 inwoners.